# Russell Malone

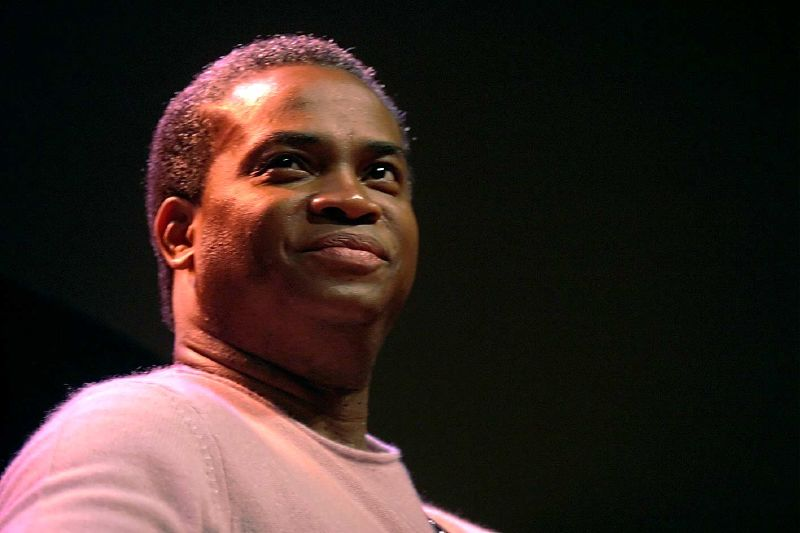
Russell Malone (2008)

Russell Malone (* 8. November 1963 in Albany, Georgia; † 23. August 2024 in Tokio) war ein US-amerikanischer Gitarrist des Modern Jazz.

## Leben und Wirken
Malone, der aus einer religiösen Familie stammte, sammelte erste Spielerfahrungen beim Gospel in der Kirche und spielte dann in Rhythm-and-Blues-Bands. Großteils auf der Gitarre ein Autodidakt arbeitete er bei Eddie „Cleanhead“ Vinson und ab 1988 bei Jimmy Smith, bevor er ab 1990 mehrere Jahre der Bigband von Harry Connick angehörte. 1992 spielte er sein Debütalbum Russell Malone ein, auf dem ihn Milt Hinton begleitete. 1994 stellte er sein Quartett in Europa und Asien vor. Er spielte in dem Spielfilm Kansas City (1996) mit.
In den nächsten Jahren arbeitete Malone hauptsächlich in den Gruppen von Diana Krall und Benny Green. 2001 tourte er im Trio von Monty Alexander und Ray Brown, im nächsten Jahr mit Benny Green. Er wirkte auch an Plattenaufnahmen von Roy Hargrove, Gary Bartz, Stephen Scott, Etta James und Don Braden mit und trat im Golden Striker Trio mit Ron Carter und Mulgrew Miller und 2008 bis 2009 auch im Duo mit Bill Frisell auf. Er spielte einerseits tief in der afroamerikanischen Tradition des Jazz verwurzelt, war andererseits aber auch offen für Jazz-ferne Strömungen und Entwicklungen.

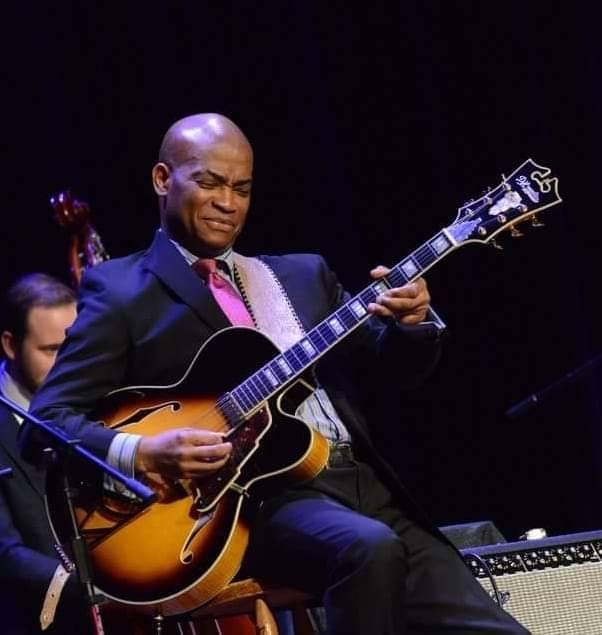
Russell Malone (2009)

Ab 2015 arbeitete Malone wieder vermehrt in eigenen Gruppen, mit denen er Alben wie Love Looks Good on You vorlegte. Außerdem wirkte er bei Aufnahmen von Musikern wie Cyrus Chestnut, Diana Krall, Denzal Sinclaire, Roger Kellaway, Stefano Di Battista, Jimmy Cobb, Steve Turre, Sonny Rollins, Stanley Jordan, Akua Dixon, Vincent Herring und Eric Wyatt mit. Im Bereich des Jazz war er laut Tom Lord zwischen 1990 und 2023 an 156 Aufnahmesessions beteiligt. Insgesamt nahm er 13 Alben unter seinem eigenen Namen und zwei weitere als Co-Leader mit Benny Green auf. Auf Japantournee mit Ron Carters Golden Striker Trio hatte er einen Herzinfarkt, an dessen Folgen er im Alter von 60 Jahren starb.

## Diskografische Hinweise
- Sweet Georgia Brown (1998, mit Kenny Barron, Ron Carter und Lewis Nash)
- Heartstrings (2001, mit Kenny Barron, Christian McBride und Jeff Tain Watts)
- Benny Green & Russell Malone: Bluebird (Telarc, 2003)
- Benny Green & Russell Malone: Jazz at the Bistro (2003)
- Live at Jazz Standard, Vols. 1 & 2 (Maxjazz, 2006/07), mit Martin Bejerano, Tassili Bond
- Triple Play (Maxjazz, 2010), mit David Wong, Montez Coleman
- Love Looks Good on You (High Note, 2015), mit Rick Germanson, Gerald Cannon, Willie Jones III
- All About Melody (HighNote, 2016), mit Rick Germanson, Luke Sellick, Willie Jones III
- Time for the Dancers (High Note, 2017), mit Rick Germanson, Luke Sellick, Willie Jones III

## Lexigraphische Einträge
- Martin Kunzler: Jazz-Lexikon. Band 2: M–Z (= rororo-Sachbuch. Bd. 16513). 2. Auflage. Rowohlt, Reinbek bei Hamburg 2004, ISBN 3-499-16513-9.
- Leonard Feather, Ira Gitler: The Biographical Encyclopedia of Jazz. Oxford University Press, New York 1999, ISBN 0-19-532000-X.